# Powerwolf
I Powerwolf sono un gruppo musicale power metal tedesco, noto per le loro visioni originali sulla religione, che si possono notare sia nei testi delle loro canzoni che nelle copertine dei loro album.

## Storia del gruppo

### Anni duemila

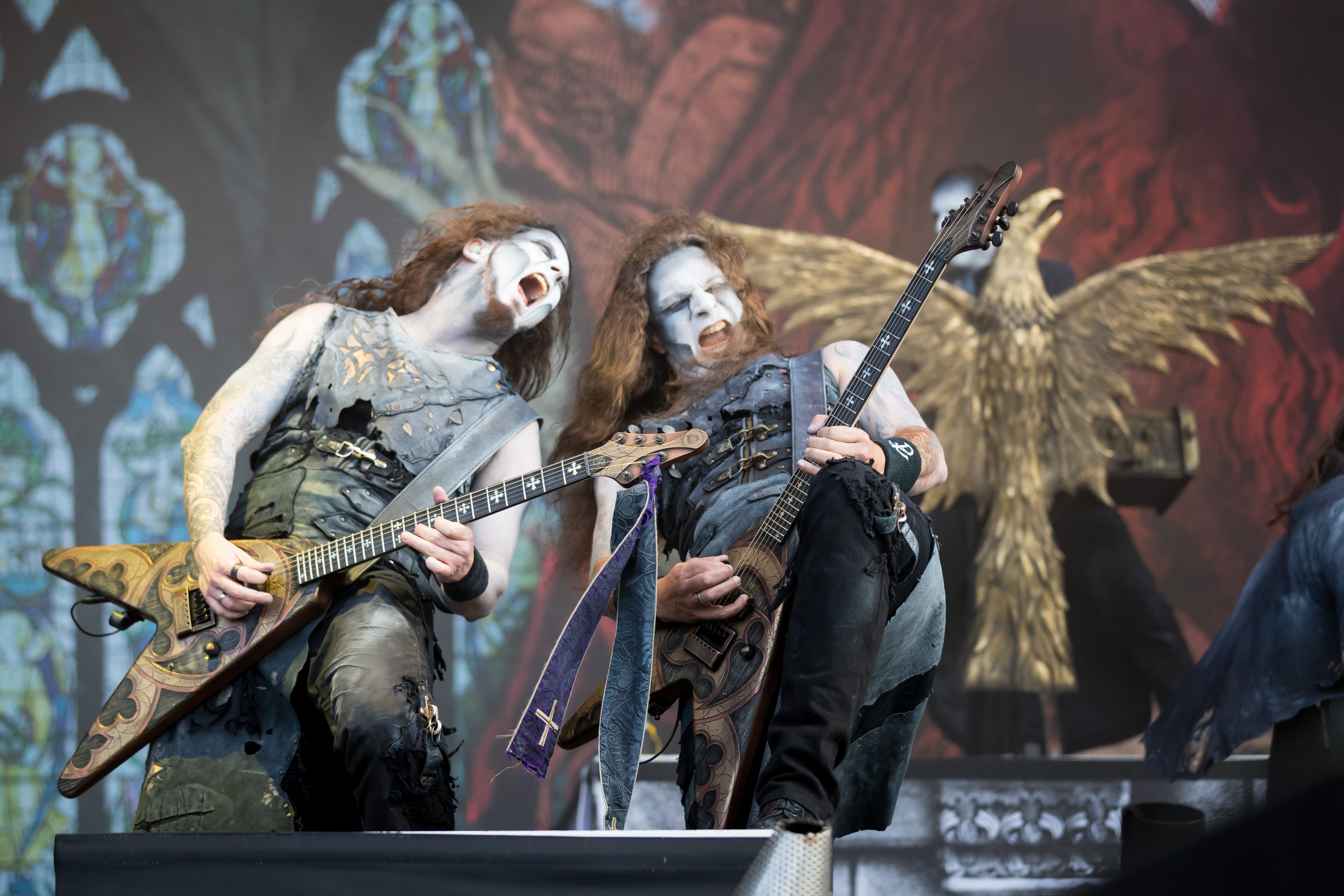
Matthew Greywolf e Charles Greywolf, fondatori del gruppo

I Powerwolf si sono formati nel 2003 a Saarbrücken dall'unione dei membri dei Red Aim. La formazione è composta dal cantante Karsten Brill ("Attila Dorn"), dal chitarrista Benjamin Buss ("Matthew Greywolf"), dal bassista e chitarrista ritmico David Vogt ("Charles Greywolf"), dal tastierista Christian Jost ("Falk Maria Schlegel") e dal batterista Roel van Helden.
Nel 2005 hanno pubblicato l'album di debutto Return in Bloodred, seguito due anni più tardi da Lupus Dei, concept album incentrato su un lupo.

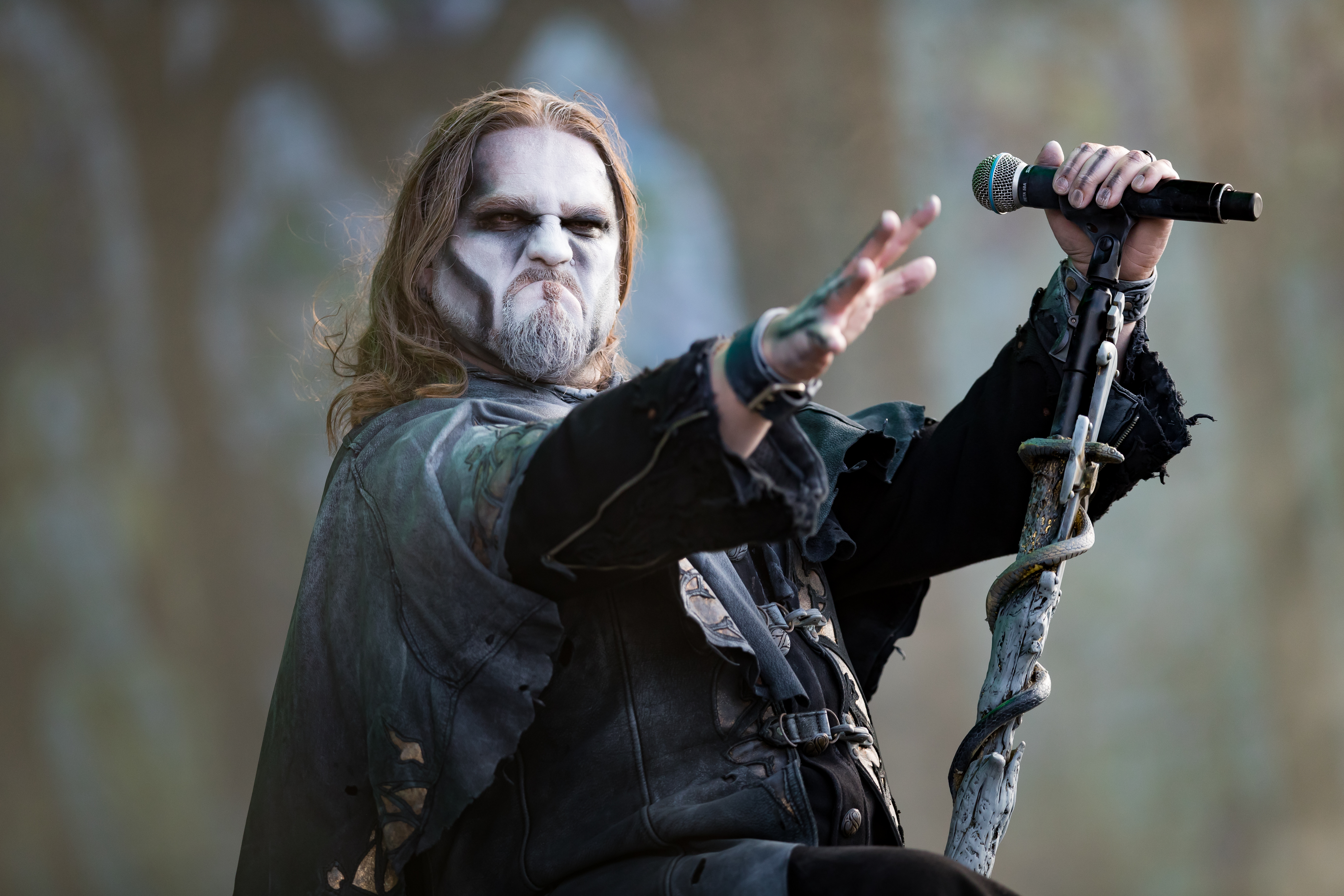
Attila Dorn

Nel 2009 il gruppo ha pubblicato il terzo album Bible of the Beast, consistente nella rilettura di diversi passi biblici in chiave heavy metal, con annessi protagonisti contestuali.

### Anni duemiladieci
Nel 2010 il batterista Stèfane Funébre si separa dal gruppo per poi venire rimpiazzato dal successivo batterista della band, Tom Diener.
L'anno successivo, Tom Diener si separerà a sua volta dal gruppo per essere successivamente rimpiazzato dall'attuale batterista della band, Roel van Helden.

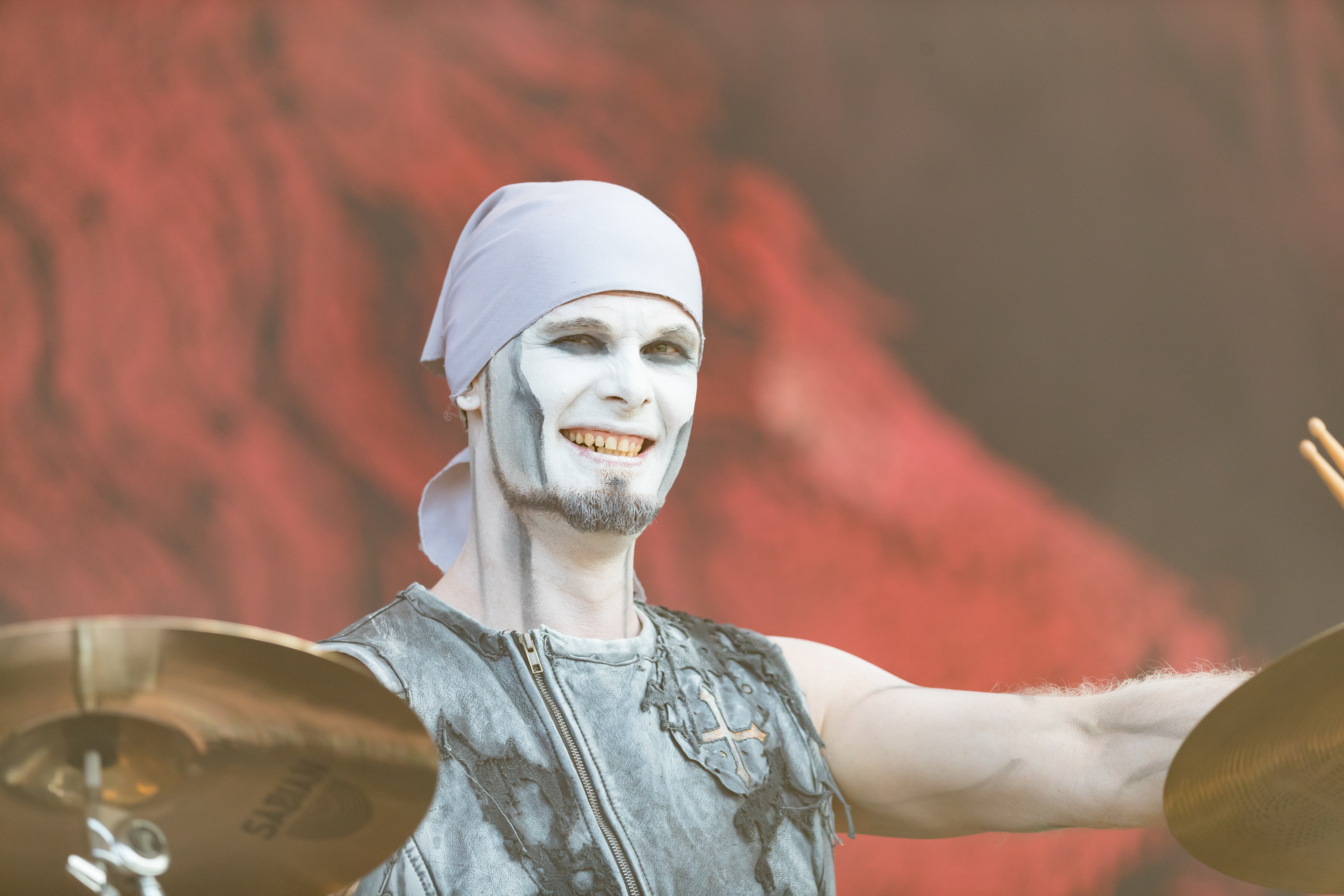
Roel van Helden

Sempre nel 2011 esce il quarto album studio del gruppo, intitolato Blood of the Saints. Questo è accompagnato dalla pubblicazione dei due singoli We Drink Your Blood e Sanctified with Dynamite.
Negli inizi del 2012 esce Alive in the Night, un album live contenente la registrazione del concerto del gruppo tenuto al Metal Hammer nell'aprile del 2011.
Nel luglio del 2013 è uscito Preachers of the Night, quinto album studio dei Powerwolf.
A luglio del 2015 esce Blessed & Possessed, pubblicato anche in Deluxe Edition, che contiene anche le cover dei Powerwolf di molti cantanti, tra i quali i Black Sabbath e Gary Moore.
Il 10 settembre 2016 il gruppo pubblica l'album The Metal Mass Live.
Il 20 luglio 2018 la band pubblica il settimo album studio, The Sacrament of Sin, la cui edizione deluxe include un secondo CD contenente alcuni brani incisi in passato del gruppo e reinterpretati da artisti come Saltatio Mortis e Epica. L'album è stato anticipato a fine maggio dal singolo Demons Are a Girl's Best Friend.
Il 20 maggio 2021 il gruppo pubblica il singolo Beast of Gévaudan, come anteprima dell'album in uscita il 9 luglio dello stesso anno, Call of the Wild.
Nel luglio 2024 il gruppo pubblica il loro nono album di studio Wake Up The Wicked, anticipato dai singoli 1589 e Sinners of the Seven Seas.

## Approccio alla religione
Contrariamente a ciò che si potrebbe ipotizzare, i Powerwolf non sono assolutamente un gruppo anticlericale: i 5 componenti hanno ognuno una propria visione spirituale distante tra loro (ad esempio Attila Dorn, il cantante del gruppo, è cresciuto con un'educazione molto ortodossa).

## Formazione
Attuale
- Attila Dorn – voce
- Matthew Greywolf – chitarra
- Charles Greywolf – basso, chitarra
- Falk Maria Schlegel – organo
- Roel van Helden – batteria

Ex componenti
- Stèfane Funébre – batteria
- Tom Diener – batteria

## Discografia

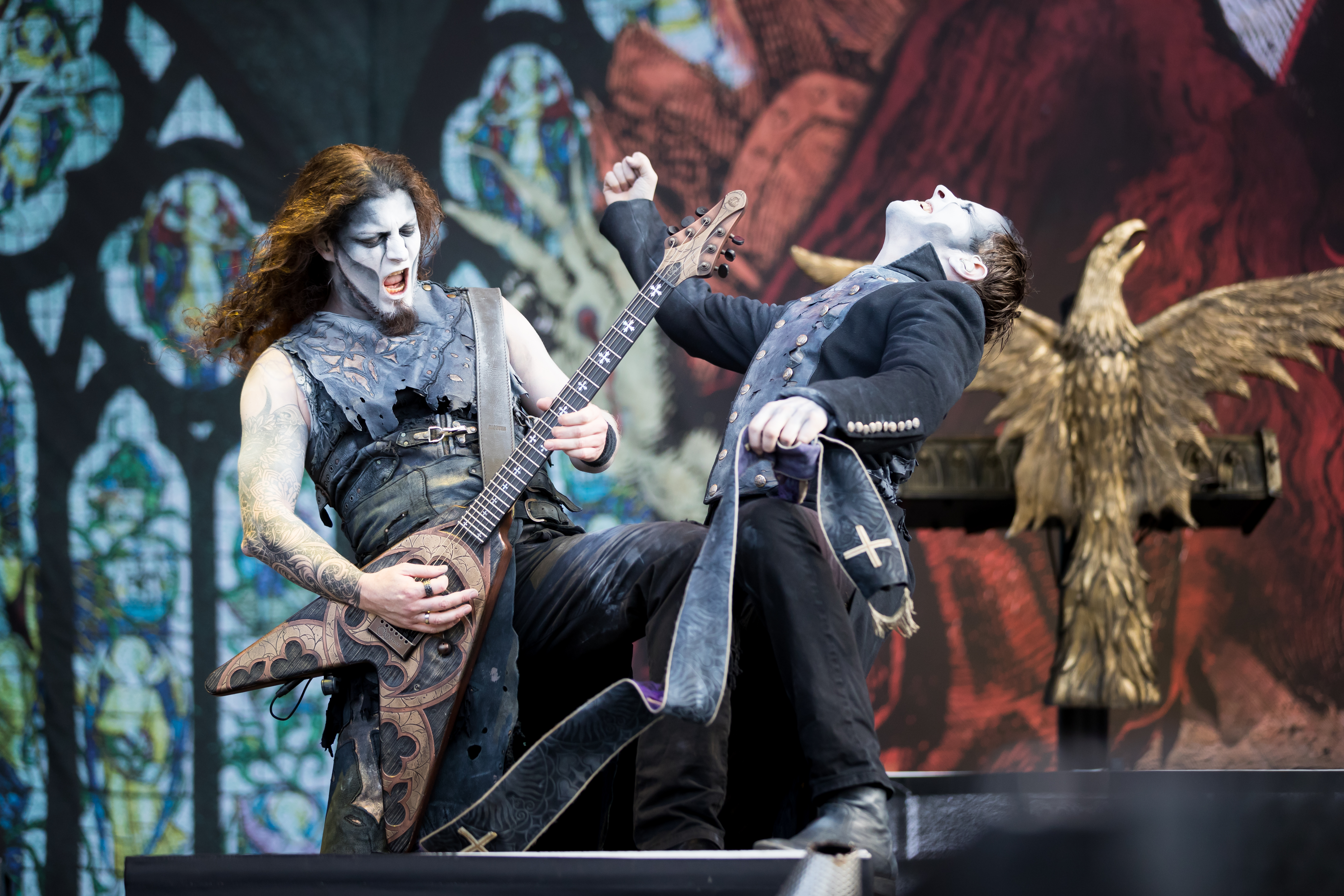
Matthew Greywolf e Falk Maria Schlegel

### Album in studio
- 2005 – Return in Bloodred
- 2007 – Lupus Dei
- 2009 – Bible of the Beast
- 2011 – Blood of the Saints
- 2013 – Preachers of the Night
- 2015 – Blessed & Possessed
- 2018 – The Sacrament of Sin
- 2021 – Call of the Wild
- 2023 – Interludium
- 2024 – Wake Up the Wicked

### Album dal vivo
- 2012 – Alive in the Night
- 2016 – The Metal Mass Live
- 2017 – Preaching at the Breeze
- 2022 – The Monumental Mass (A Cinematic Metal Event)

### Raccolte
- 2011 – Trinity in Black
- 2014 – The History of Heresy I
- 2014 – The History of Heresy II
- 2019 – Metallum Nostrum
- 2020 – Best of the Blessed

### EP
- 2011 – Wolfsnächte (con Mystic Prophecy, StormWarrior e Lonewolf)

### Singoli
- 2011 – We Drink Your Blood
- 2012 – Sanctified with Dynamite
- 2013 – Amen & Attack
- 2015 – Army of the Night
- 2015 – Armata Strigoi
- 2018 – Demons Are a Girl's Best Friend
- 2018 – Midnight Madonna
- 2018 – Fire & Forgive
- 2019 – Kiss of the Cobra King
- 2020 – Werewolves of Armenia
- 2021 – Dancing with the Dead
- 2021 – Beast of Gévaudan
- 2021 – Fist by Fist (Sacralize or Strike) (feat. Matthew Kiichi Heafy)
- 2022 – Sainted by the Storm
- 2022 – Call of the Wild
- 2022 – My Will Be Done
- 2023 – Poison
- 2023 – No Prayer at Midnight
- 2024 - 1589